# Eberhardstraße (Trier)
Die Eberhardstraße ist eine Straße in Trier im Stadtteil Süd. Sie verläuft parallel zur Saarstraße und verbindet die Nikolausstraße mit der Südallee. Die Straße ist durchgängig Einbahnstraße; ab der Gilbertstraße kann man jeweils nur in Richtung Norden bzw. Süden fahren. 

## Geschichte
Die Straße ist nach dem Trierer Matthias Eberhard (1815–1876) benannt, der von 1867 bis 1876 Bischof von Trier war. Den Namen trägt die Straße seit 1897. Eberhard wurde am 6. März 1874 als Folge der Kulturkampfgesetze im Trierer Gefängnis inhaftiert.

## Kulturdenkmäler
Die Straße ist Teil der Denkmalzone Eberhardstraße 1–57 (ungerade Nummern), 2–48 (gerade Nummern), Gilbertstraße 16, 17, 18, Nikolausstraße 34, Südallee 30, 31, 32, Weidegasse 1, 3, 5, 7, 9. An der Straße stehen Gebäude aus drei Jahrzehnten Baugeschichte, insbesondere Häuser des Historismus und des Jugendstils. Einige Gebäude weisen auch expressionistische Formen auf. Parallel zur Straße verläuft die Saarstraße, die ebenfalls größtenteils Denkmalzone ist.